# Rhizotrochus flabelliformis
Espèce
Statut CITES
Rhizotrochus flabelliformis est une espèce de coraux appartenant à la famille des Flabellidae.